# Nebelia
Nebelia es un género de plantas perteneciente a la familia Bruniaceae.   Comprende 14 especies descritas y de estas, solo 2 aceptadas.

## Taxonomía
El género fue descrito por Neck. ex Sweet  y publicado en Loudon's Hortus Britannicus. . . . Second edition, . . . 116. 1830.

## Especies aceptadas
A continuación se brinda un listado de las especies del género Nebelia aceptadas hasta octubre de 2013, ordenadas alfabéticamente. Para cada una se indica el nombre binomial seguido del autor, abreviado según las convenciones y usos.
- Nebelia fragarioides Kuntze
- Nebelia paleacea Sweet